# Absolution Tour
Absolution Tour — концертный видеоальбом британской альтернативной рок-группы Muse, выпущенный 12 декабря 2005 года. В запись входит выступление группы на фестивале Гластонбери 27 июня 2004 года, на котором Muse были хедлайнерами «Пирамидной сцены» (англ. Pyramid Stage). В раздел «Экстра» входят записи и других выступлений группы во время турне в поддержку альбома Absolution.
Читатели журнала New Musical Express признали это выступление Muse лучшим в истории фестиваля Гластонбери.

## Список композиций
Все тексты написаны Мэттью Беллами, вся музыка написана Muse.
| №   | Название                     | Длительность |
| --- | ---------------------------- | ------------ |
| 1.  | «Hysteria»                   | 4:12         |
| 2.  | «New Born»                   | 6:29         |
| 3.  | «Sing for Absolution»        | 4:55         |
| 4.  | «Muscle Museum»              | 5:06         |
| 5.  | «Apocalypse Please»          | 4:42         |
| 6.  | «Ruled by Secrecy»           | 4:57         |
| 7.  | «Sunburn»                    | 5:32         |
| 8.  | «Butterflies and Hurricanes» | 6:11         |
| 9.  | «Bliss»                      | 3:53         |
| 10. | «Time Is Running Out»        | 4:02         |
| 11. | «Plug In Baby»               | 5:02         |
| 12. | «Blackout»                   | 4:24         |

| №   | Название                                                  | Длительность |
| --- | --------------------------------------------------------- | ------------ |
| 13. | «Fury» (выступление на «Уилтерн», Лос-Анджелес)           | 4:58         |
| 14. | «The Small Print» (выступление на «Эрлс Корт», Лондон)    | 3:40         |
| 15. | «Stockholm Syndrome» (выступление на «Эрлс Корт», Лондон) | 7:15         |
| 16. | «The Groove» (выступления в Цинциннати и Сан-Диего)       | 9:52         |

| №   | Название                                                        | Длительность |
| --- | --------------------------------------------------------------- | ------------ |
| 17. | «Endlessly» (выступление на «Уэмбли», Лондон)                   | 4:00         |
| 18. | «Thoughts of a Dying Atheist» (выступление на «Уэмбли», Лондон) | 3:12         |

## Участники записи
| Muse - Мэттью Беллами — вокал, гитара, клавишные. - Крис Уолстенхолм — бэк-вокал, бас-гитара. - Доминик Ховард — ударные, перкуссия. Персонал - Storm Studios — дизайн - Фёргал Дэвис — мастеринг - Том Кирк — фотографии группы - Марк Кэролан — сведение | «Гластонбери» - Джанет Фрейзер-Крук — режиссёр - Том Кирк — монтаж - Элисон Хоу, XL Video — продюсеры - Бен Челлис, Марк Купер — исполнительные продюсеры «Экстра» - Том Кирк — режиссёр, монтажёр |

## Сертификации
| Страна         | Провайдер | Сертификация |
| -------------- | --------- | ------------ |
| Австралия      | ARIA      | Золотой      |
| Великобритания | BPI       | Платиновый   |